# Saint Augustine's Abbey
Saint Augustine's Abbey var ett benediktinskt kloster i Canterbury, Kent, England.

## Tidig medeltid
År 597 anlände Augustinus till England. Han hade sänts dit av påve Gregorius I, i vad som idag kallas en väckelsemission. Kungen av Kent var vid denna tid Ethelbert, som var gift med den kristna Bertha. Augustinus tilläts att grunda ett kloster alldeles utanför Canterburys stadsmurar. Redan då fanns på platsen tre anglosaxiska kyrkor, helgade åt Pankratius, Petrus och Paulus samt Jungfru Maria.
Den saxiska periodens lämningar i Pankratius kyrka (church of Saint Pancras) finns ännu kvar, dock återuppbyggdes de andra två kyrkorna av normanderna till en enda byggnad. År 978 tillägnades en ny större byggnad ärkebiskopen Dunstan och helgonen Petrus och Paulus samt Augustinus av Canterbury. 

## 1100-talet
Omkring år 1100 hade alla lämningar från den ursprungliga anglosaxiska byggnaden försvunnit under ett massivt romanskt byggnadsverk, till vilket en välgörenhetsinrättning lades 1154.

## 1200-talet
Från omkring år 1260 och framåt genomfördes i klostret nya byggnadsarbeten. Korsgång, toaletter, refektorium och kök byggdes om och en stor ny abbotsbostad uppfördes. Anläggningen utvidgades med en riddarsal.

## 1300 till 1500
En ny krenelerad ingångaportal byggdes 1309 med en innergård, därtill en yttre gårdsplan med munskänksområde, bryggeri, bageri och år 1320 en ny muromgärdad vingård. På östra sidan om klostret byggdes härbärgen tillsammans med en muromgärdad trädgård för munskänken. En jordbävning 1382 föranledde fler byggnadsarbeten och år 1390 byggdes porthuset som ännu står kvar. Den sista byggnaden som uppfördes var ett Mariakapell öster om kyrkan. Vid 1500-talets början täckte klostret ett mycket stort område och dess bibliotek innehöll 2 000 volymer, ett mycket stort antal för den tiden. Många av dessa producerades säkerligen i klostrets egna scriptorium.

## Upplösningen
År 1535 upplöste Henrik VIII alla kloster som hade en inkomst mindre än 100 pund. Klostret överlevde första omgången, då dess inkomst dokumenterades vara 1733 pund. Men den 30 juli 1538 beseglades ödet för klostret genom klosterupplösningen. Klostret revs systematiskt de kommande 15 åren, men delar av platsen gjordes om till ett palats inför Anna av Kleves ankomst från Tyskland.

## Modern historia
Palatset arrenderades ut till en rad adelsfamiljer, och i början av 1600-talet kom det i lord Edward Wottons besittning; han uppdrog åt John Tradescant den äldre att skapa en trädgård omkring det. Palatset tros ha överlevt fram till den stora stormen 1703 som orsakade stora skador till den redan ruinliknande byggnaden.
Idag utgör ruinerna ett världsarv och sköts av English Heritage. Ruinområdet täcker ett betydande område öster om katedralen.